# 神明神社 (さいたま市中央区)
神明神社（しんめいじんじゃ）は、埼玉県さいたま市中央区の神社。

## 歴史
創建年代は不明である。ただ江戸時代後期の地誌『新編武蔵風土記稿』に記載されていることから、その頃には既に存在していたものと推測される。伊勢神宮に参拝した村人が御師より頒布された御祓大麻を祀ったのが起源と伝えられている。
当地は氷川神社の社領だったこともあり、当社は別当寺ではなく、村民が自主管理していた。年間維持費用は2俵であった。
1983年（昭和58年）に鉄筋コンクリート造の社殿に改築している。

## 交通アクセス
- 北与野駅より徒歩3分。